# 부여 가림성
부여 가림성(扶餘 加林城)은 대한민국 충청남도 부여군 임천면 군사리와 장암면에 걸쳐 세워진 산성으로 백제 동성왕 23년인 501년에 세워진 산성이다. 1963년 1월 21일 대한민국의 사적 제4호 부여성흥산성으로 지정되었으나, 2011년 현재의 명칭으로 변경되었다.

## 개요
김부식의 《삼국사기》에 등장하는데, 이 지역의 이름이 가림군이었기 때문이다. 부소산성과 부여군(백제때 지명은 "사비")로부터 직선거리로 약 10 km 남쪽에 위치한 이곳은 백제 도성들(부여 및 공주)를 따라 흐르는 금강 하류 요충지로서, 금강 하류 일대를 관측할 수 있다. 백제 시대 성곽 중 유일하게 연대와 당시의 지명을 알 수 있는 곳이다. 또한, 부여 일대의 석성산성, 증산성, 청마산성 등과 함께 사비도성을 보호하는 거점산성으로 알려져 있다.
《삼국사기》에 따르면 고위직인 위사좌평이 이 성을 담당했다고 하는데, 이는 이 성이 그만큼 중요하다는 반증이기도 하다. 기록에 따르면, 이 성을 쌓은 위사좌평 백가(苩加)가 성을 쌓은 후 동성왕이 이곳을 지키게 하자 이에 앙심을 품고 반란을 일으켜 동성왕을 죽였다고 하며, 무령왕이 이 반란을 진압했다.

## 성벽과 산성의 특징

서쪽 성벽. 흙으로 쌓여져 있다

성의 형태는 테뫼식 산성으로 산봉우리를 둘러싸 원형으로 성벽을 구축했다. 성벽 일부는 화강암을 쌓았지만, 동쪽 성벽 등 일부는 흙으로 쌓았다. 2008년 1월 현재까지 확인된 성의 둘레는1,500m이고, 성벽 높이는 3~4m에 달하는데 바깥쪽은 돌로 쌓고, 안쪽은 흙을 파내면서 석축 안쪽에 쌓으면서 자연스럽게 안쪽에는 호가 만들어졌다.

성흥산성 남문지

남문지는 성루나 성문은 남아 있지 않지만, 초석은 그대로 남아 있는데, 약 4m 넓이다.

성흥산성 내의 유금필 장군 사당

성내에는 우물 3개와 군창지로 추정되는 건물터, 초석 등이 남아 있으며, 성 중앙에는 고려 개국공신 중 한 명인 유금필의 위패가 모셔진 사당이 세워져 있다. 성흥산성 동남쪽에는 대조사가 있는데, 이곳에는 고려 초기 천연암석을 이용하여 만든 높이 10 m의 대조사 미륵보살입상(보물 제217호)이 세워져 있다.대조사는 백제가 수도를 공주에서 부여로 옮기는 천도에 관한 설화가 얽힌 곳이다. 가림성은 백제시대 부여천도에 대한 설화뿐만 아니라 부여지방을 수호하는 수도경비의 역할을 담당했던 주요 산성이었다.

## 발굴조사
산성에 대해 1996년 동‧남문지에 대한 조사를 펼친 바 있으며, 본격적인 조사는 2011년, 2015년, 2016년, 2017년에 이루어졌는데 이 때 산성의 동성벽, 북성벽, 내부 일부 평탄지 등을 조사하였다. 그 결과, 동‧남문지 축조 형태, 백제 시대 성벽의 축성법, 백제 시대부터 조선 시대까지 개축한 성벽 흔적 등이 확인되었다.
그동안 가림성은 동·북성벽, 문지 등에 대한 조사를 주로 시행하였는데, 2018년에는 사비도성의 왕궁지인 부여 관북리 유적과 부소산성이 조망되는 곳으로 전략적으로 매우 중요한 장소인 가림성 내부의 산 정상부를 조사하여 건물지를 확인했다.
이후 2019년 9월부터 북성벽 내측부를 조사하여 집수정과 배수시설을 확인하였다.

## 가림성 주변지역
가림성은 현재 성흥산성이라고도 불리는데 이는 가림성이 위치하고 있는 산의 이름인 성흥산이기 때문이다. 가림은 백제시대 이 지방의 명칭으로 사용된 기록이 있다. 통일신라시기에 김유신과 천관녀사이에 태어난 김시득 장군이 이곳에서 활동하며 당나라와의 기벌포 전투를 승리로 이끌었다고 전해진다. 현재의 이 지방 이름은 임천으로 백제때 백가의 반란에 의해, 지방의 이름이 강등되는 의미로 바뀐 것으로 전한다. 임천은 고려 조선시대에 임천군으로 유지되다가 부여군과 통합되어 현재는 부여군 임천면으로 있다. 가림이라는 지명은 초등학교 등의 이름에도 일부 사용되었다.

## 대중 문화

드라마 서동요에서 두 주인공이 사랑을 확인하던 무대. 드라마에서는 흰 눈이 쌓인 상태였다

성흥산성은 SBS에서 2005년에 방영했던 드라마 서동요의 촬영지로 사용되기도 했다. 주인공인 서동과 선화공주가 평민으로서 살기 위해 움막을 친 곳이 이곳이며, 산성 남문 입구의 큰 나무는 두 주인공이 사랑을 확인하는 장면의 배경으로 사용되기도 했다.
성흥산은 높이가 260미터에 불과한 높지 않은 산으로 오르기도 어렵지 않다.
낮은 높이지만 부여로부터 휘돌아 나가는 금강을 끼고 있는 평야지대와 인근의 야산들로 인해 탁트인 시야를 제공한다.
매년 1월 1일에는 정기적으로 새해 해맞이 행사와 고려시대 유금필장군의 사당에서는 충혼제라고 하는 연래행사가 치러지고 있다.
성흥산성의 느티나무는 드라마 촬영으로 많이 유명해졌다. '대왕세종(KBS)'에서도 자주 촬영지로 이용되었으며 마지막 편이 여기에서 촬영되었다. 신윤복과 김홍도를 중심인물로 그린 '바람의 화원(SBS)', 고려 전기를 배경으로 하는 '천추태후(KBS2)', 환타지 사극인 '환혼(tvN)'에서도 촬영장소로 활용되었다.

## 임천 충혼제
임천 충혼제는 매년 4월말 2일간 임천면 군사리 성흥산성에서 임천면 번영회 주최로 봉화제, 산신제, 충혼제, 연등행렬 등이 개최되고 있다. 700년 사직의 백제가 멸망할 당시 임천 성흥산성에서 나당연합군에 대항하여 목숨을 바친 백제 무명장졸들의 충혼을 기리는 향토 제례행사이다. 1979년에 시작되어 매년 4월말에 2일간 열리는데 첫날에는 성흥산성까지 연등행렬이 진행되고 산성 봉화대에서 봉화제가 올려진다. 이어 이튿날 오전에는 역사문화행렬, 개막식, 충혼제가 열리고, 오후에는 부대행사로 국악공연, 줄다리기, 게이트볼 대회, 노래자랑 등이 펼쳐진다.
2024년 백제문화제 기간에는 10월 5일  임천충혼제가 성흥산성 성흥사 사당에서 거행되었으며, 초헌관은 군수(또는 군의회의장)가 진혼 제례를 올린다.  가림성에서는 멀리 기벌포(장항 금강입구), 동으로 논산 황산벌(계백장군 오천결사대 신라와 전사지) 계룡산과 백마강으로 둘러싸인 부여(사비성 부소산)가 조망된다 . 성흥산성(성충흥수 산성 산정에는 성흥루 누각이 있으며, 그아래 현재도 산정 우물이 남아 있다. 고려 개국공신인 유금필 사당이 있는것은 유금필이 견훤을 정복하러 전라도 지역에 출정하다가 임천의 역병등 큰 질병을 구휼한 덕을 기려, 조선시대 임천군 주민들이 사당을 세워 기리고 있다. 유금필장군은 왕건의 배향공신으로 향해도 평산 (조선 태종이전 평주)출신으로 평산 유씨의 시조다. 

## 같이 보기부여 가림성 고분군- 부여군 향토문화유산 제45호
- 부여 가림성 느티나무 - 부여군 향토문화유산 제88호

## 참고 자료
- 부여 가림성 - 국가유산청 국가유산포털
- 이 문서에는 문화재청에서 공공누리 제1유형으로 배포된 자료를 바탕으로 한 내용이 포함되어 있습니다.